# Microbotryum savilei
Microbotryum savilei är en svampart som beskrevs av Denchev 2007. Microbotryum savilei ingår i släktet Microbotryum och familjen Microbotryaceae.   Inga underarter finns listade i Catalogue of Life.